# جايسون هارمون
جايسون هارمون (بالإنجليزية: Jason Harmon)‏ هو لاعب كرة قدم أمريكية أمريكي، ولد في 27 يناير 1987 في نيوبورت نيوز في الولايات المتحدة.